# کورم

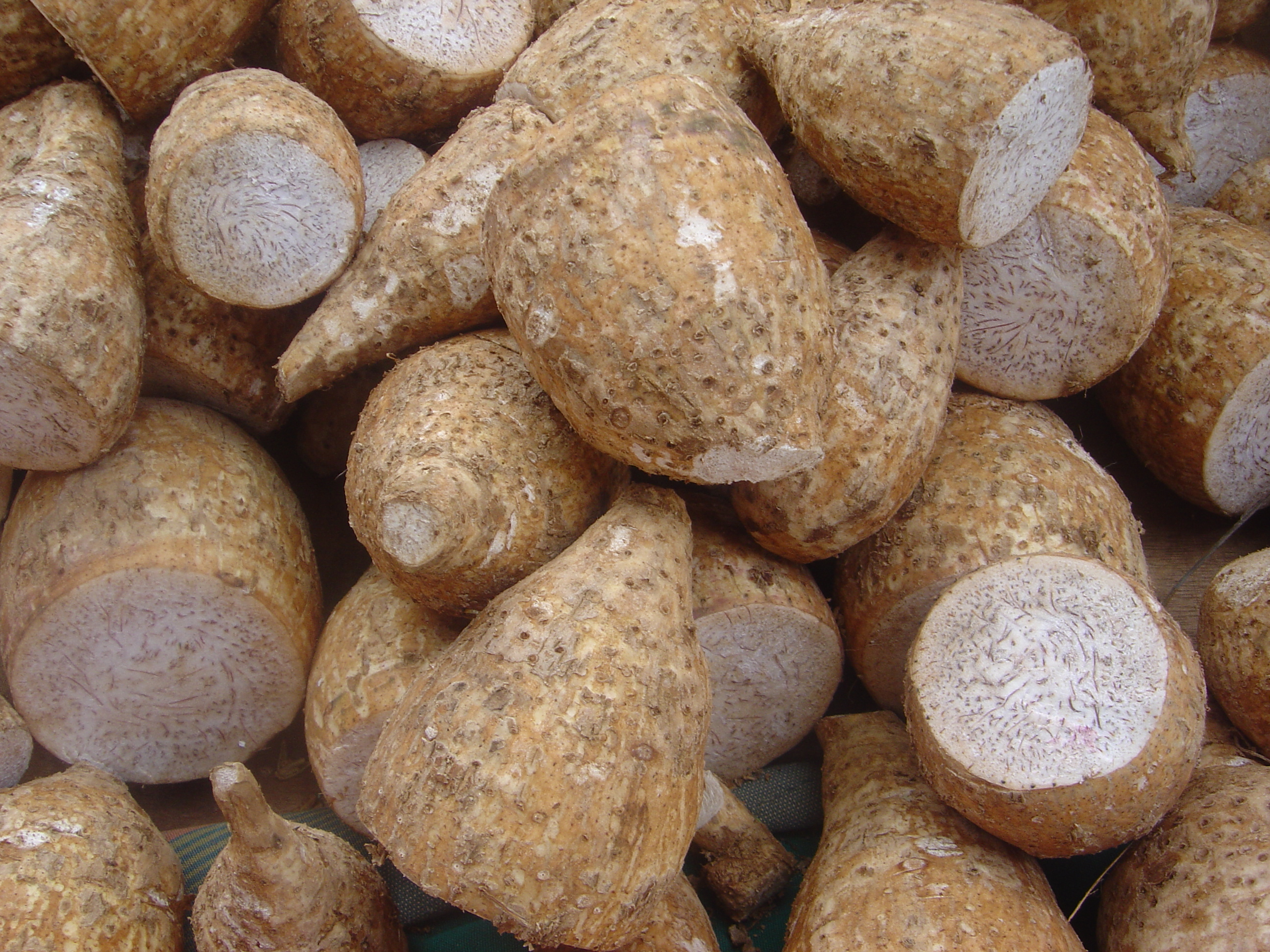
کورم‌های تارو برای فروش در مغازه‌ای در رئونیون

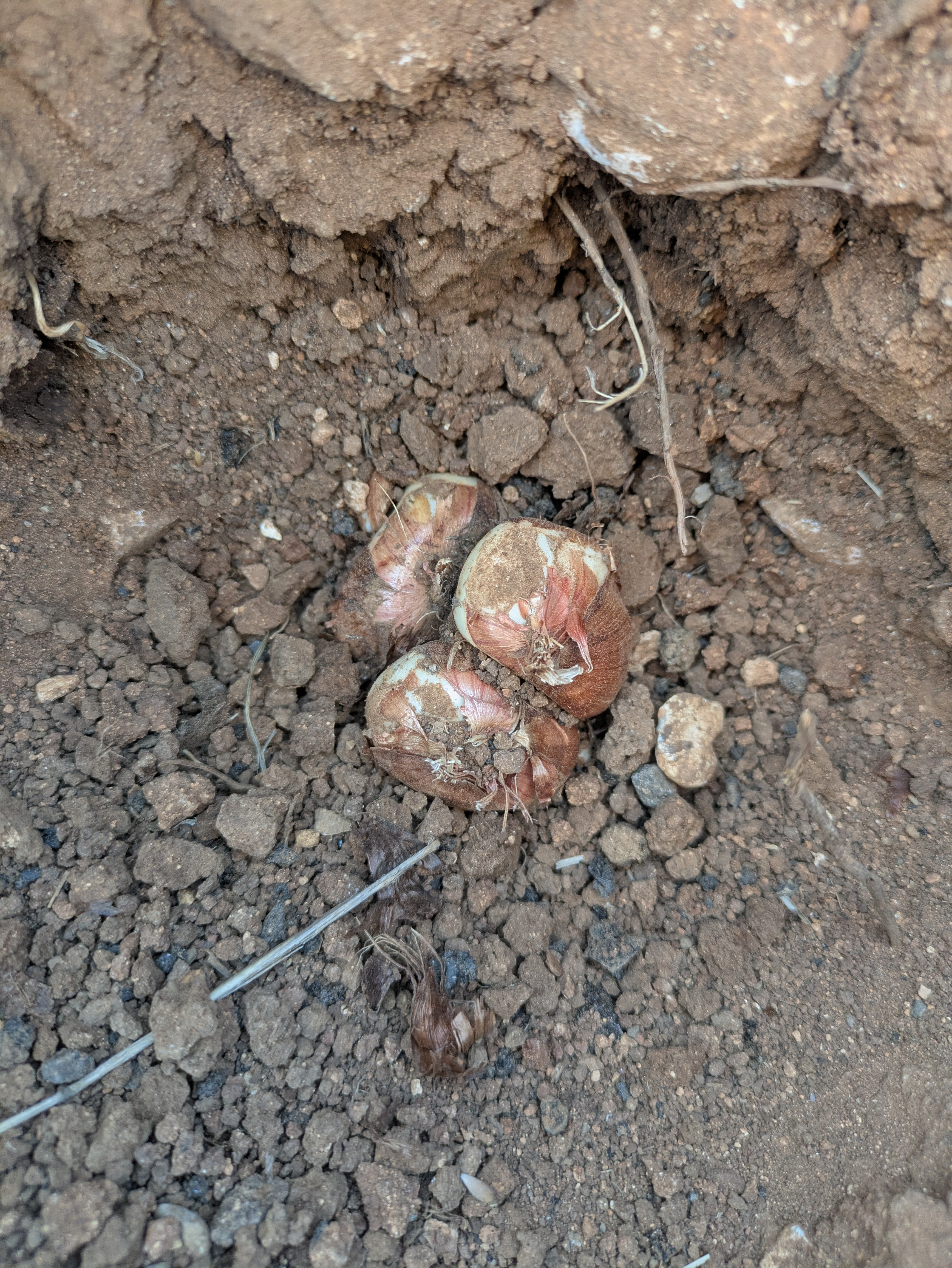
کُرم گلایل ایتالیایی خودرو، بهبهان

کورم یا بُنه ساقهٔ زیرزمینی کوتاه، گوشتالو و عمودی است که به عنوان یک اندام ذخیره در بعضی از گیاهان برای زنده ماندن در زمستان یا سایر شرایط نامساعد مانند خشکی و گرما تابستان مورد استفاده قرار می‌گیرد